# Adriano Pellegrino
Adriano Pellegrino (Adelaide, 9 giugno 1984) è un calciatore australiano, centrocampista dell'Adelaide City.

## Carriera
Ha iniziato a giocare nell'Adelaide City per poi passare all'Adelaide United FC, entrambe squadre della sua città.
Dopo un'esperienza in Grecia nella stagione 2005-2006, è ritornato a giocare in Australia.
Dal 2008 gioca nel Perth Glory FC come centrocampista offensivo.
Nella stagione 2008-2009 la sua squadra lo ha insignito del premio "Most Glorious Player", come è solita fare con il suo miglior giocatore di ogni stagione. Nell'estate del 2011, svincolatosi dal Perth Glory, è stato ingaggiato dal Central Coast Mariners.

## Palmarès

### Club
- Campionato australiano: 1

Central Coast Mariners: 2012-2013